# Melieria pseudosystata
Melieria pseudosystata är en tvåvingeart som beskrevs av Kameneva 1996. Melieria pseudosystata ingår i släktet Melieria och familjen fläckflugor. Inga underarter finns listade i Catalogue of Life.